# تشارلز دبليو. إلدريدج
تشارلز دبليو. إلدريدج هو سياسي أمريكي، ولد في 16 أكتوبر 1877 في بوسطن في الولايات المتحدة، وتوفي في 15 مايو 1965. نشط حزبياً في الحزب الجمهوري. وقد انتخب عضو مجلس ولاية ماساتشوستس ‏ وانتخب عضو مجلس نواب ماساتشوستس ‏.